# Salobre
Salobre község Spanyolországban, Albacete tartományban. Lakosainak száma 442 fő (2024).

## Földrajza
Salobre Alcaraz, Bienservida, Villapalacios és Vianos községekkel határos.

## Népesség
A település lakosságának változását az alábbi diagram mutatja:
| Lakosok száma | 587  | 611  | 603  | 620  | 604  | 561  | 523  | 480  | 461  | 442  |
|               | 2001 | 2004 | 2006 | 2009 | 2011 | 2014 | 2016 | 2019 | 2021 | 2024 |